# Цератозавр
Цератозавр (лат. Ceratosaurus — від грец. κερας/κερατος — ріг + ящір) — рід хижих тероподів, що жили у пізньому юрському періоді (кімериджський і титонський віки). Вперше рід був описаний у 1884 році американським палеонтологом Отніелем Чарльзом Маршем на основі майже повного скелета, знайденого в Гарден-Парку, штат Колорадо, в породах, що належать до формації Моррісон. Типовий вид — Ceratosaurus nasicornis.
Зразок з Гарден-парку залишається найповнішим скелетом, відомим з роду, і з того часу було описано лише кілька додаткових зразків. Ще два види, Ceratosaurus dentisulcatus і Ceratosaurus magnicornis, були описані у 2000 році за двома фрагментарними скелетами з кар'єру Клівленда-Ллойда в штаті Юта і з околиць Фруїти, штат Колорадо. Валідність цих додаткових видів піддається сумніву, і всі три скелети, можливо, представляють різні стадії росту одного виду. У 1999 році повідомлялося про знахідку першого ювенільного екземпляра.
У 2000 році з португальської формації Лурінья був знайдений і описаний частковий екземпляр, що свідчить про поширення роду за межами Північної Америки. Фрагментарні рештки також були знайдені в Танзанії, Уругваї та Швейцарії, хоча їхня приналежність до цератозавра наразі не визнається більшістю палеонтологів.

## Опис

Розміри двох зразків у порівнянні з людиною: голотип Ceratosaurus nasicornis (USNM 4735) помаранчевого кольору, а більший зразок (UMNH VP 5278)) — синього кольору

Цератозавр мав типовий для великих динозаврів-тероподів план тіла. Він пересувався на потужних задніх ногах, тоді як його руки були редуковані. Зразок USNM 4735, перший знайдений скелет і голотип Ceratosaurus nasicornis, був особиною довжиною 5,3 м або 5,69 м за різними даними. Чи була ця тварина повністю дорослою, досі невідомо. Отніел Чарльз Марш у 1884 році припустив, що цей екземпляр важив приблизно вдвічі менше, ніж тогочасний алозавр. У більш пізніх розрахунках цей показник був переглянутий до 418 кг, 524 кг або 670 кг.
Ще три скелети, знайдені у другій половині 20 століття, були значно більшими. Перший з них, UMNH VP 5278, за оцінками Джеймса Медсена, мав довжину близько 8,8 м, що згодом було перераховано до 7 м. В окремих дослідженнях його вагу оцінювали у 980 кг, 452 кг та 700 кг. Другий скелет, MWC 1, був дещо меншим за UMNH VP 5278 і міг важити до 275 кг. Третій, ще не описаний зразок BYUVP 12893 був визнаний найбільшим з усіх знайдених, хоча його розміри не були опубліковані. Інший екземпляр, ML 352, знайдений у Португалії у 2000 році, сягав 6 м завдовжки та важив 600 кг.

## Історія відкриття

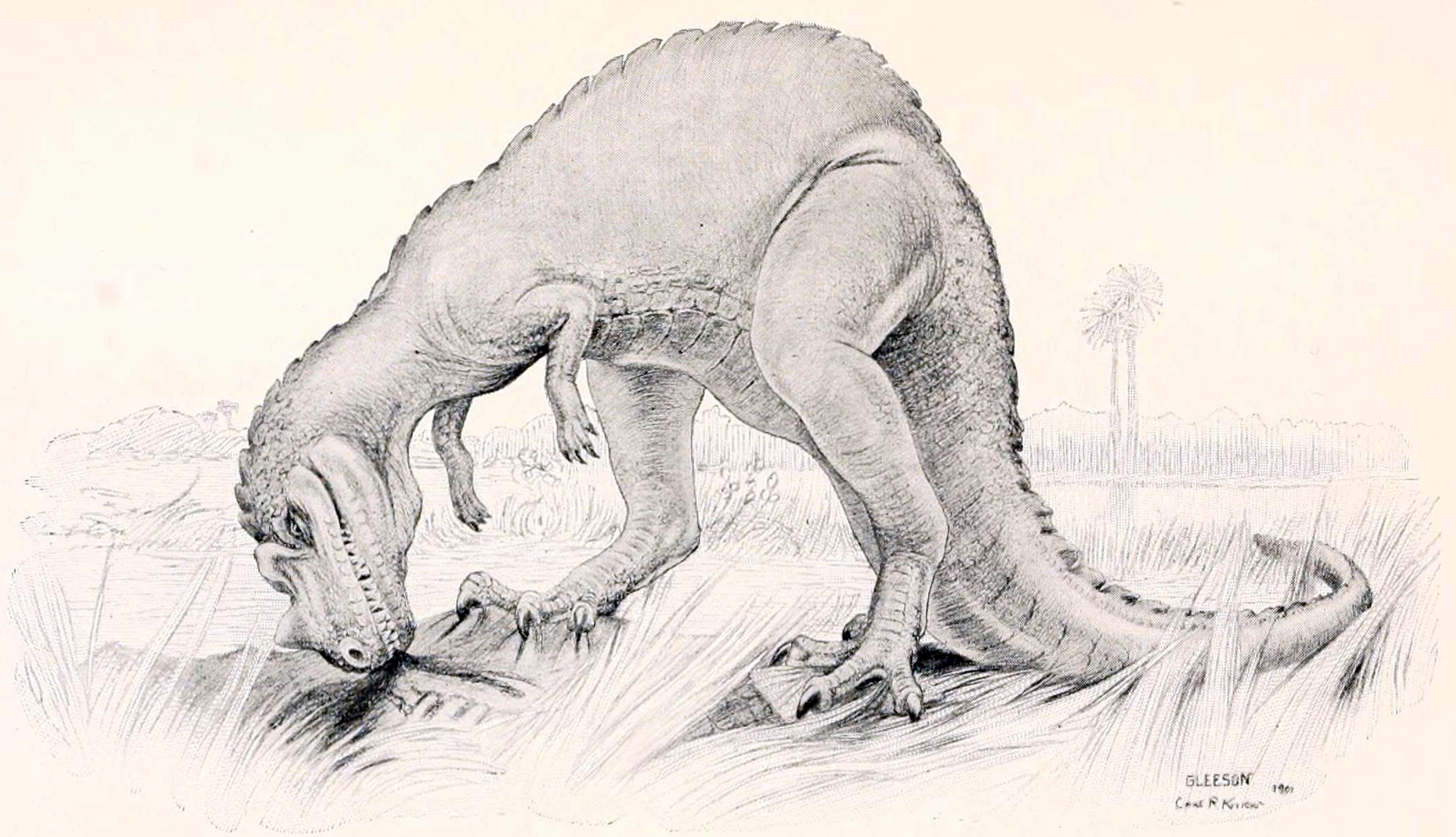
Реконструкція цератозавра, намальована Чарльзом Найтом

### Голотипний зразокC. nasicornis
Перший зразок, голотип USNM 4735, був знайдений і розкопаний фермером Маршаллом Паркером Фелчем у 1883 і 1884 роках. Знайдений зчленованим, з кістками, все ще з'єднаними одна з одною, він був майже цілим, включаючи череп. Відсутні значні частини: невідома кількість хребців, всі ребра тулуба, окрім останніх, плечові кістки, дистальні фаланги пальців обох рук, більша частина правої руки, більша частина лівої ноги та більша частина стоп. Зразок був знайдений у твердому пісковику, що призвело до того, що череп і хребет були сильно деформовані під час скам'яніння. Місце знахідки, розташоване в районі Гарден-парку на північ від Каньйон-Сіті, штат Колорадо, і відоме як Фелч-Кар'єр 1, вважається одним з найбагатших місць знахідок викопних решток формації Моррісон. Численні скам'янілості динозаврів були знайдені в цьому кар'єрі ще до відкриття цератозавра, зокрема майже повний екземпляр алозавра (USNM 4734) в 1883 та 1884 роках.
Після завершення розкопок зразок був відправлений до Музею природничої історії Пібоді в Нью-Гейвені, де його вивчав Марш, який у 1884 році описав його як новий рід і вид Ceratosaurus nasicornis. Назву Ceratosaurus можна перекласти як «рогатий ящір» (від грец. κερας/κερατος, keras/keratos — «ріг» і σαυρος/sauros — «ящір») та nasicornis — «носовий ріг» (від лат. nasus — «ніс» і cornu — «ріг»). Враховуючи повноту зразка, нещодавно описаний рід був на той час найвідомішим тероподом, виявленим в Америці.
У 1898—1899 роках зразок було передано до Національного музею природничої історії у Вашингтоні, округ Колумбія, разом з багатьма іншими скам'янілостями, вперше описаними Маршем. Лише частина цього матеріалу була повністю підготовлена, коли він прибув до Вашингтона. Подальша підготовка тривала з 1911 до кінця 1918 року. Під час пакування та транспортування з Нью-Гейвена до Вашингтона екземпляр цератозавра був дещо пошкоджений. У 1920 році Чарльз Гілмор опублікував докладний опис цього та інших зразків тероподів, отриманих з Нью-Гейвена, включно з майже повним зразком алозавра, знайденим у тому ж кар'єрі.

### Інші види
Нещодавно[коли?] були описані ще два американські види: C. dentisulcatus, що відрізняється більш високим черепом і великими (до 8 метрів завдовжки) розмірами; C. magnicornis — вид з низьким черепом і великими верхніми зубами. Рештки цератозавра (C. dentisulcatus) були знайдені у пізньоюрських (титонських) западинах Португалії. Зуби цератозаврів описані з пізньої юри Швейцарії й Танзанії, причому африканський вид «Megalosaurus» ingens міг досягати завдовжки 9—12 метрів. Не виключають, що цей африканський вид — синонім C. dentisulcatus. Таким чином, цератозаври мали досить широке розповсюдження. Також є вид Ceratosaurus roechlingi помічений як nomen dubium, який не може бути чітко ідентифікований через недостачу скам'янілостей.

## Палеобіологія
Цератозавр був хижаком, що нападав переважно на незначну здобич (орнітоподів, дитинчат завроподів), на відміну від алозаврів, що убивали навіть великих завроподів. Невідомо, чи полювали цератозаври зграями.

## Класифікація
Останні дослідження кісток цератозаврів не дають чіткого визначення, до якої групи належить даний рід. Деякі науковці, зокрема О. Матеус у 2006 році та М. Сото з Д. Переа у 2008 відносять його до родини цератозавридів, інші (наприклад, М. Каррано зі Скоттом Семпсоном у 2008 році та Мартіном Езкурра у 2010) — до групи цератозаврів.
Наступна кладограма, що показує спорідненість цератозаврів, та базується на філогенетичному аналізі, проведеному Дієго Полом та Олівером Раухутом у 2012 році:
|  | Spinostropheus                                               |
|  |                                                              |
|  | \| \| Limusaurus \| \| \| \| \| \| Elaphrosaurus \| \| \| \| |
|  |                                                              |
|  | Limusaurus                                                   |
|  |                                                              |
|  | Elaphrosaurus                                                |
|  |                                                              |

|  | Limusaurus    |
|  |               |
|  | Elaphrosaurus |
|  |               |

|  | Ceratosaurus |
|  |              |
|  | Genyodectes  |
|  |              |

|  | Noasauridae   |
|  |               |
|  | Abelisauridae |
|  |               |

|  | Ceratosaurus |
|  |              |
|  | Genyodectes  |
|  |              |

|  | Noasauridae   |
|  |               |
|  | Abelisauridae |
|  |               |

|  | Spinostropheus                                               |
|  |                                                              |
|  | \| \| Limusaurus \| \| \| \| \| \| Elaphrosaurus \| \| \| \| |
|  |                                                              |
|  | Limusaurus                                                   |
|  |                                                              |
|  | Elaphrosaurus                                                |
|  |                                                              |

|  | Limusaurus    |
|  |               |
|  | Elaphrosaurus |
|  |               |

|  | Ceratosaurus |
|  |              |
|  | Genyodectes  |
|  |              |

|  | Noasauridae   |
|  |               |
|  | Abelisauridae |
|  |               |

|  | Ceratosaurus |
|  |              |
|  | Genyodectes  |
|  |              |

|  | Noasauridae   |
|  |               |
|  | Abelisauridae |
|  |               |

|  | Spinostropheus                                               |
|  |                                                              |
|  | \| \| Limusaurus \| \| \| \| \| \| Elaphrosaurus \| \| \| \| |
|  |                                                              |
|  | Limusaurus                                                   |
|  |                                                              |
|  | Elaphrosaurus                                                |
|  |                                                              |

|  | Limusaurus    |
|  |               |
|  | Elaphrosaurus |
|  |               |

|  | Ceratosaurus |
|  |              |
|  | Genyodectes  |
|  |              |

|  | Noasauridae   |
|  |               |
|  | Abelisauridae |
|  |               |

|  | Ceratosaurus |
|  |              |
|  | Genyodectes  |
|  |              |

|  | Noasauridae   |
|  |               |
|  | Abelisauridae |
|  |               |

|  | Spinostropheus                                               |
|  |                                                              |
|  | \| \| Limusaurus \| \| \| \| \| \| Elaphrosaurus \| \| \| \| |
|  |                                                              |
|  | Limusaurus                                                   |
|  |                                                              |
|  | Elaphrosaurus                                                |
|  |                                                              |

|  | Limusaurus    |
|  |               |
|  | Elaphrosaurus |
|  |               |

|  | Ceratosaurus |
|  |              |
|  | Genyodectes  |
|  |              |

|  | Noasauridae   |
|  |               |
|  | Abelisauridae |
|  |               |

|  | Ceratosaurus |
|  |              |
|  | Genyodectes  |
|  |              |

|  | Noasauridae   |
|  |               |
|  | Abelisauridae |
|  |               |